# Сент-Миррен Парк
Сент-Миррен Парк (англ. St Mirren Park) — также известный под спонсорским названием «СМиСа Арена» (англ. SMiSa Stadium), стадион в Пейсли, Шотландия. Домашняя арена футбольного клуба «Сент-Миррен». Был открыт в 2009 году и располагается менее чем в миле от предыдущего стадиона команды — «Лав Стрит». Периодически используется для проведения матчей молодёжной сборной Шотландии.

## История
В начале XXI века стало очевидным, что старый стадион «Сент-Миррена» безнадёжно устарел, но долги клуба не позволяли ему перестроить арену под современные стандарты. Вместо этого клубу оставалось только продать землю, где располагался стадион и построить новый. В 2003 году начались переговоры с потенциальными покупателями и городским советом, который должен был одобрить подобный проект. В конце концов в 2005 году местные власти дали своё разрешение, а в 2007 было объявлено о продаже старого стадиона корпорации розничной торговли «Tesco». Эта сделка покрыла долги «Сент-Миррена», спасла клуб об банкротства и позволила святым построить стадион, отвечающий всем требованиям высшей лиги.
«Сент-Миррен Парк» был построен к 2009 году и находится менее чем в миле от предыдущего дома клуба. Стоимость постройки составила 8 миллионов фунтов. Он имеет три одноярусные трибуны, Восточная трибуна выше остальных. Стадион был официально открыт 31 января 2009 года матчем Премьершипа против «Килмарнока» и закончился со счётом 1-1. Первый гол на новом стадионе забил нападающий «Килмарнока» Кельвин Кайл. Автором первого гола «Сент-Миррена» на «Сент-Миррен Парк» стал Деннис Уайнесс. На матче присутствовал также первый министр Шотландии Алекс Салмонд. Этот матч до 2019 года был рекордным по количеству зрителей на стадионе — 7 542 человека. Новый рекорд посещаемости стадиона был установлен в 2019 году на матче плей-офф за место в Премьершипе против «Данди Юнайтед» — 7 732 человека.
С 2017 года по май 2018-го в рамках конкурса Города Культуры Великобритании стадион назывался «Пейсли-2021», но город так и не сумел добиться этого звания. В начале сезона 2018/19 стадион сменил название на «Симпл Диджитал Арена» после заключения спонсорской сделки с IT компанией Simple Digital Solutions, но вернул своё оригинальное название после расторжения сделки. В 2020 году снова сменил своё название, на «СМиСа Арена», в честь «Ассоциации независимых Болельщиков Сент-Миррена». Это было сделано чтобы отметить вклад болельщиков в историю команды, их финансовую поддержку, а также в честь перехода клуба под управление болельщиков в 2021 году. Тогда же одна из трибун стадиона была названа в честь исполнительного директора клуба Тони Фитцпатрика.
С момента открытия стадиона на нём был проведён ряд работ по улучшению: установлено электронное табло, оборудована площадка для болельщиков с ограниченными возможностями, обустроен клубный зал славы.

## Сборная
Стадион периодически используется для проведения домашних матчей молодёжной сборной Шотландии по футболу.
| Дата             | Соперник          | Счёт | Статус матча         | Зрители |
| ---------------- | ----------------- | ---- | -------------------- | ------- |
| 25 сентября 2022 | Северная Ирландия | 1-1  | Товарищеский         |         |
| 05 сентября 2019 | Сан-Марино        | 2-0  | Квалификация Евро-21 | 1542    |
| 5 сентября 2017  | Нидерланды        | 2-0  | Квалификация Евро-19 | 2474    |
| 29 марта 2016    | Северная Ирландия | 3-1  | Квалификация Евро-17 |         |
| 13 ноября 2015   | Украина           | 2-2  | Квалификация Евро-17 |         |
| 25 мая 2014      | Нидерланды        | 1-6  | Квалификация Евро-15 |         |

Источник: Scottish F.A.